# San Pedro de la Rúa

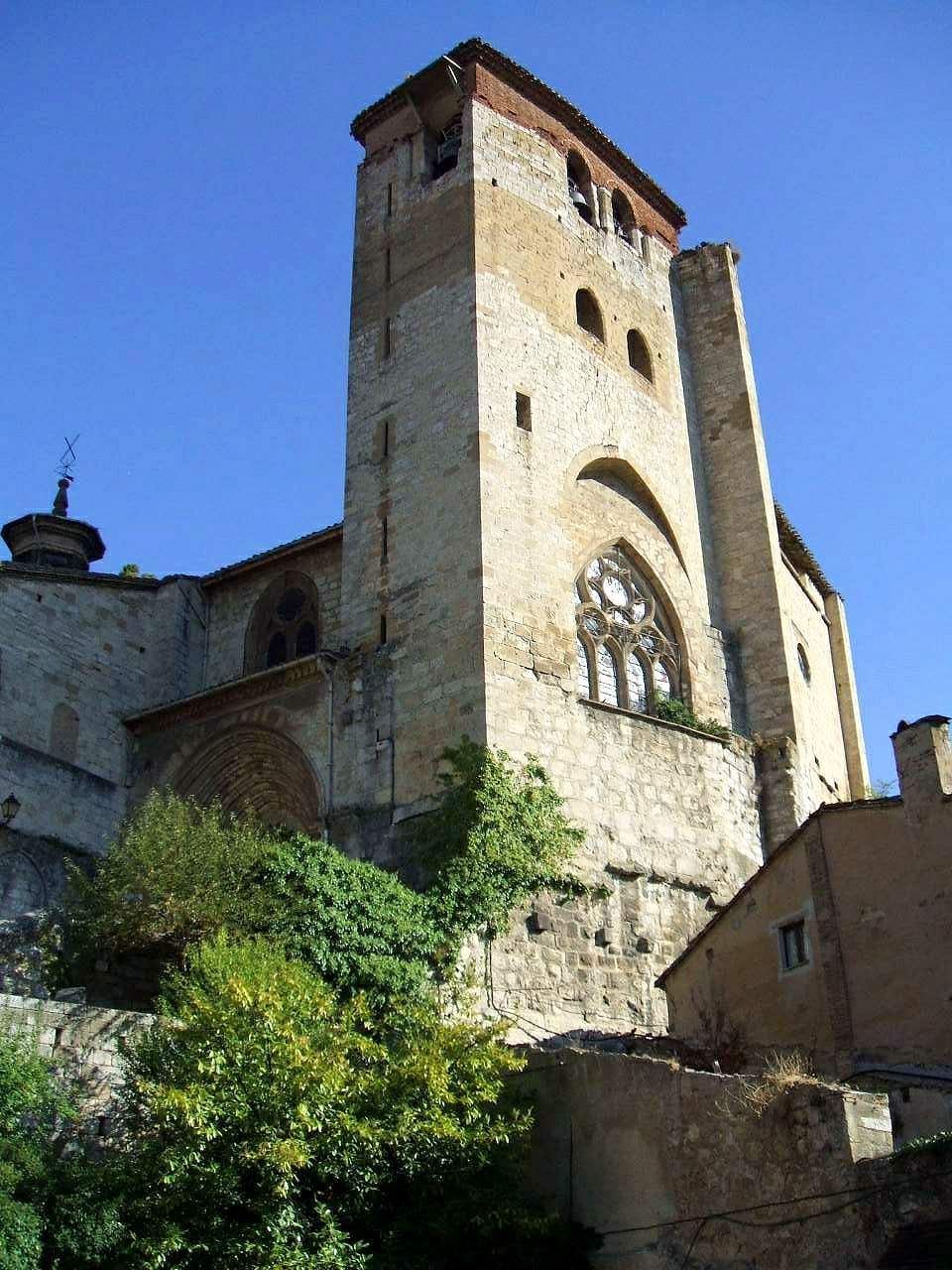
Turmfassade

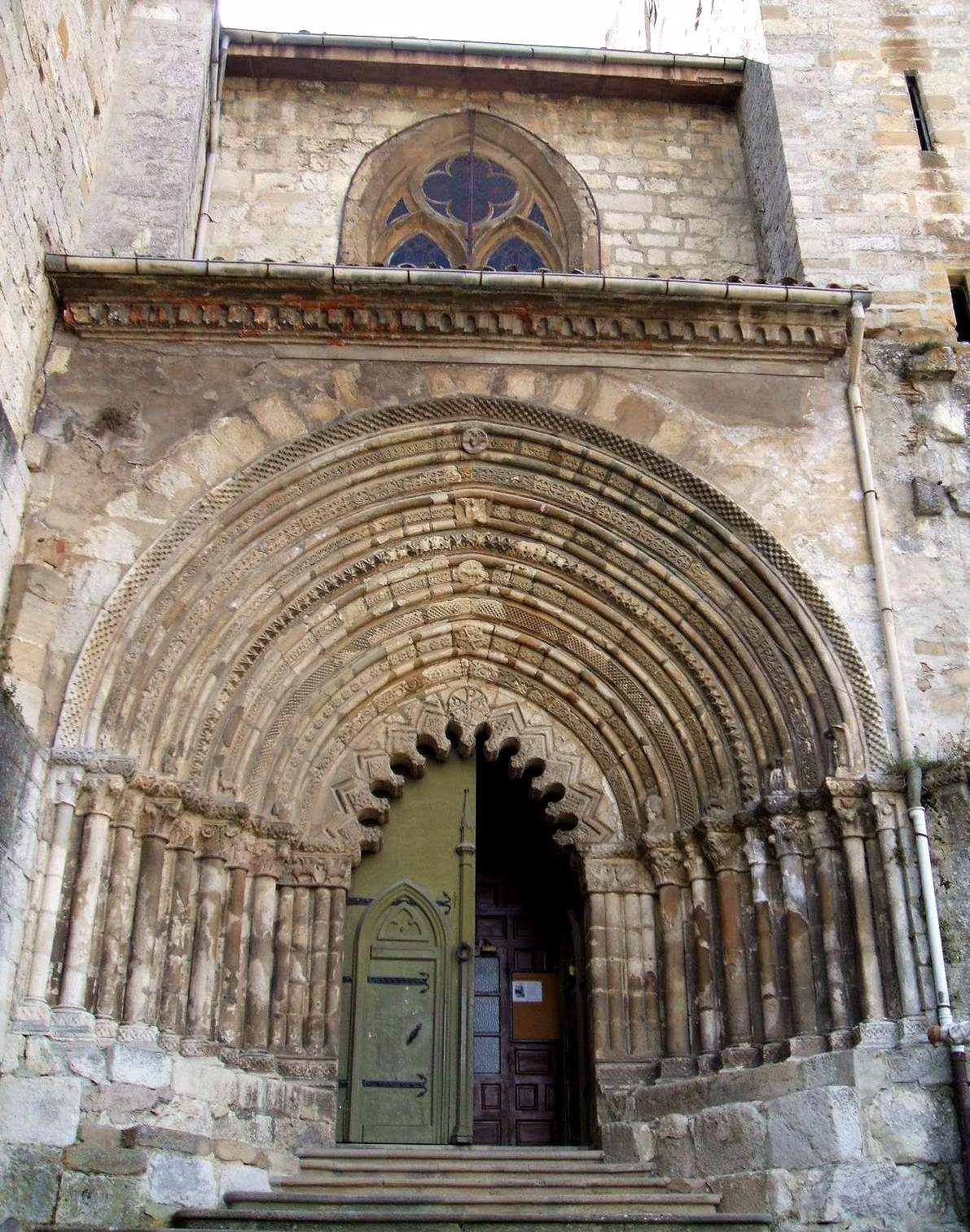
Hauptportal

Die Kirche San Pedro de la Rúa ist eine romanische Kirche in Estella-Lizarra, einer spanischen Stadt in der Region Navarra.

## Geografische Lage
Die Kirche liegt an dem Hang des Felsens, der ehemals die Burg von Estella trug. Die Hanglage wurde genutzt, um eine imposante Freitreppe anzulegen. Sie beginnt in der Calle de San Nicolás direkt gegenüber dem Palast der Könige von Navarra und führt zum Haupteingang der Kirche.

## Geschichte
Die älteste erhaltene Erwähnung der Kirche stammt von 1174, als sie als Pfarrkirche bezeichnet wird. 1256 wurde sie zur Hauptkirche der Stadt.
Der Chor wurde im 12. Jahrhundert, das Kirchenschiff im 13. Jahrhundert errichtet. Die gotischen Maßwerkfenster an der Nordwand der Kirche und im Turm stammen aus dem 15. Jahrhundert, die Dächer der Kirchenschiffe aus dem 16. und 17. Jahrhundert.

## Gebäude

### Äußeres
Aufgrund der Hanglage weist die Langseite der Kirche zur Stadt hin und das Nordportal wurde damit zum Hauptportal, an dem auch die monumentale Freitreppe endet. Das Nordportal besitzt einen Vielpassbogen, der schon frühgotisch anmutet.
Die Fassade stammt aus der Mitte des 13. Jahrhunderts und hat große Ähnlichkeit mit den Fassaden der nahe gelegenen Kirchen San Román de Cirauqui und Santiago in Puente la Reina.

### Innenraum

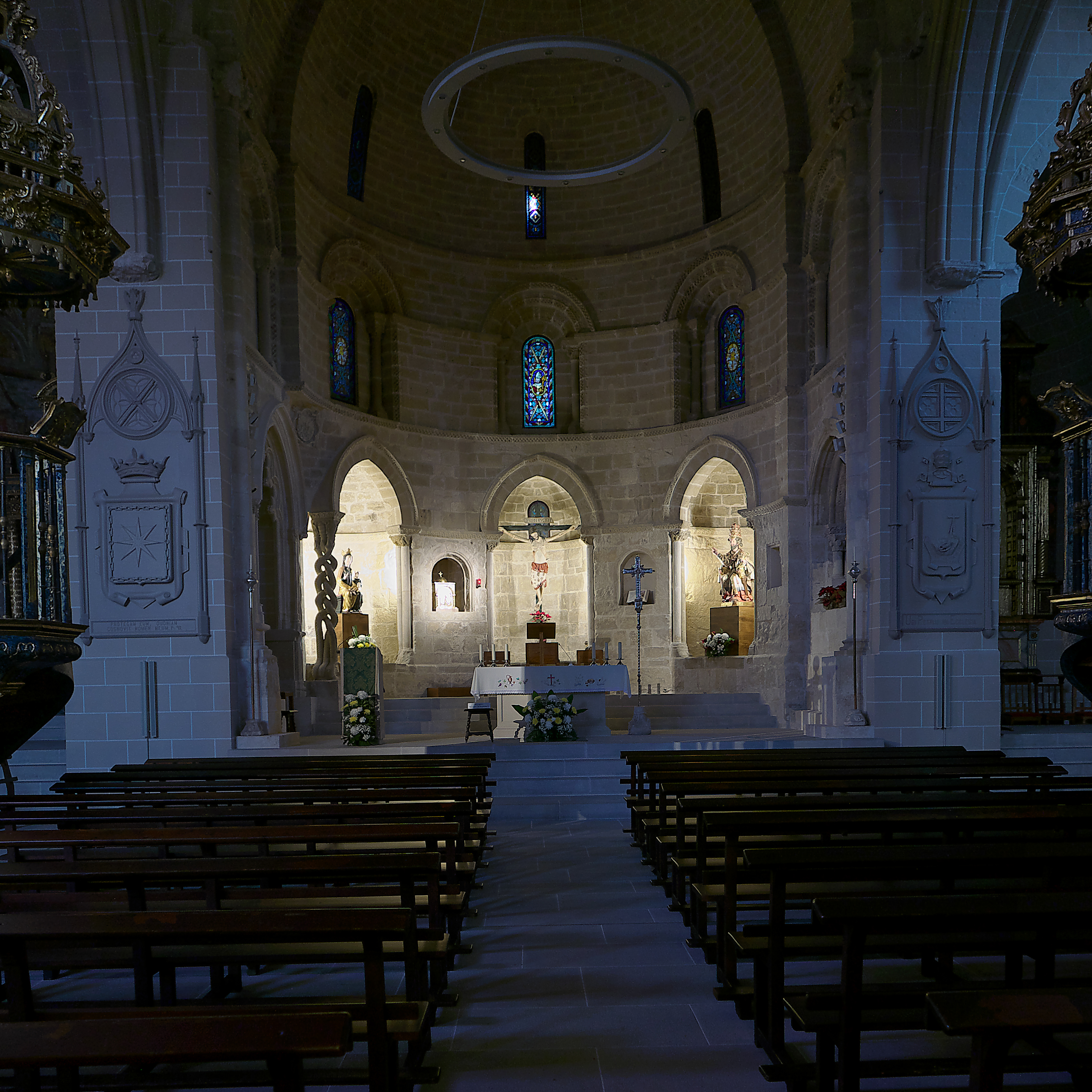
Die in drei kleine Apsiden aufgelöste Apsis des Mittelschiffs

Das Innere des Gebäudes ist spätromanisch geprägt. Die drei Schiffe münden in je einer eigenen Apsis. Die Apsis des Mittelschiffs wird von drei kleinen, im Grundriss auf einem Bogen liegenden Apsiden gebildet. Ein Beispiel für das „Barocke“ in der späten Romanik ist eine Säule auf der Nordseite der Apsis, die aus drei sich umeinander windenden Schlangen gebildet wird.
Ausstattung
Ein Taufbecken aus dem 12. Jahrhundert ist das einzige liturgische Objekt, das aus der ursprünglichen Ausstattung der Kirche verblieben ist.
Der zentrale Altar stammt aus dem 17. Jahrhundert, in seiner Hauptnische befindet sich eine geschnitzte romanische Skulptur von Christus am Kreuz aus dem 13. Jahrhundert.
Der Altar der Jungfrau des Rosenkranzes stammt aus der ersten Hälfte des 17. Jahrhunderts. In dessen zentraler Nische steht ein Marienbild aus dem 14. Jahrhundert. Im Presbyterium befindet sich eine weitere Marienstatue, eine Schnitzerei aus dem späten 13. Jahrhundert aus der nahe gelegenen Kirche des Heiligen Grabes.
Die Kapelle des Apostels Andreas, des Schutzheiligen von Estella, wurde 1706 im Barockstil ausgestattet. Das Altarbild, das Ende des 18. Jahrhunderts entstand, ist ein Werk des Rokoko.

### Kreuzgang

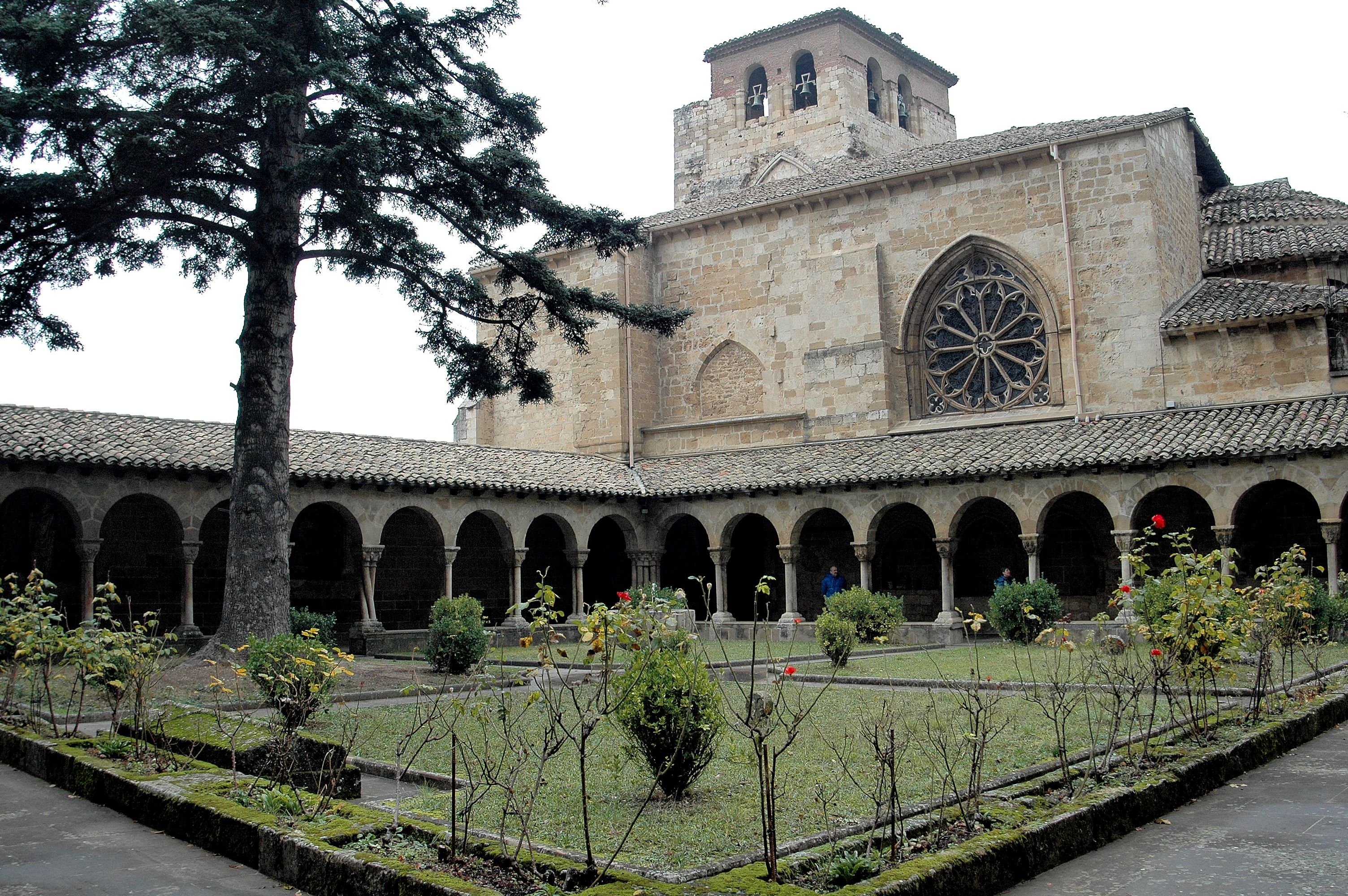
Nord- und Westflügel des Kreuzgangs

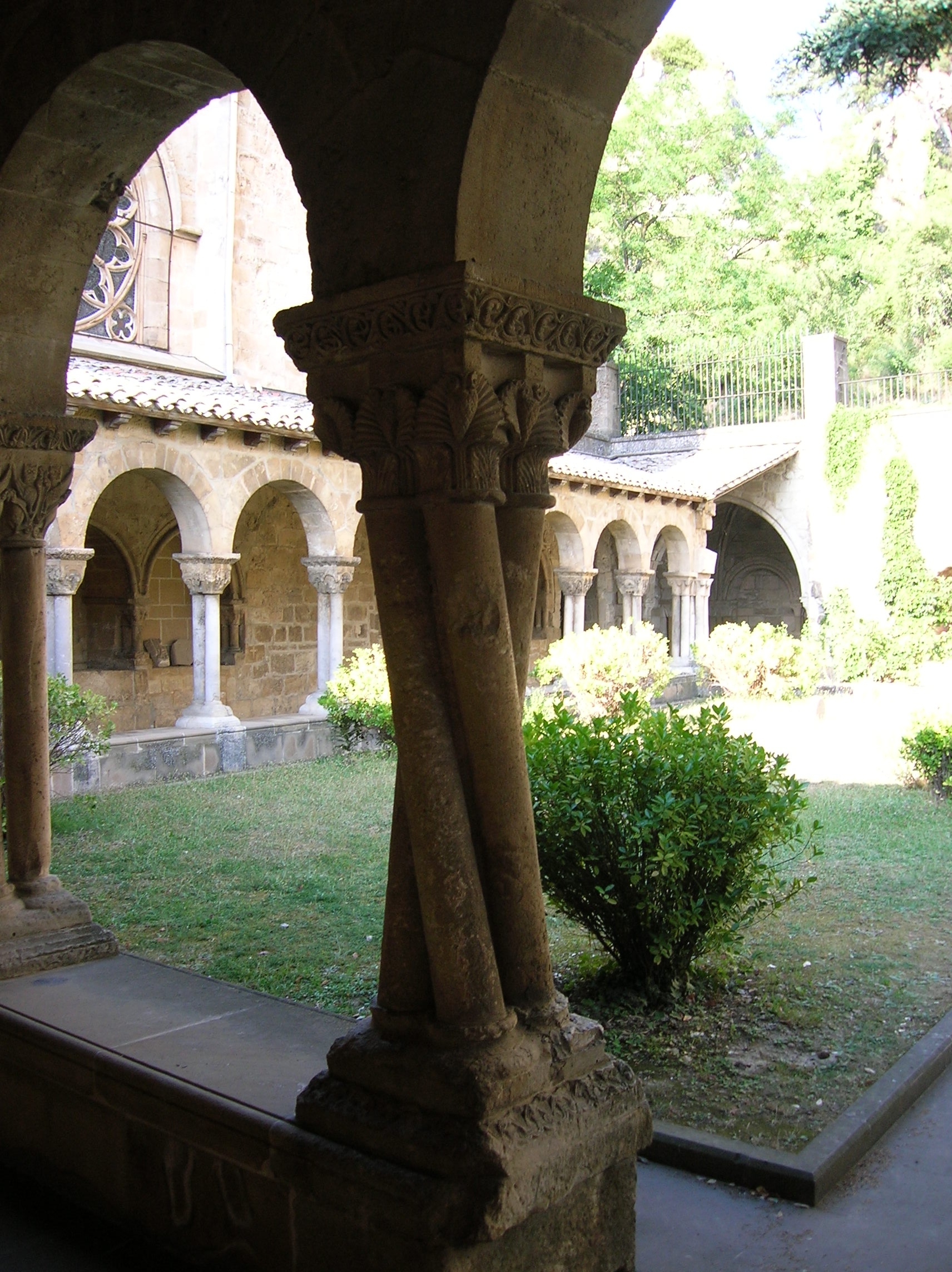
Das um 90° verdrehte Säulenbündel

Von dem ursprünglich vierflügeligen Kreuzgang aus der Zeit um 1170 auf quadratischem Grundriss sind nur West- und Nordflügel überkommen. Der Kreuzgang wurden 1521 bei der Sprengung der darüber liegenden Burg durch kastilische Truppen unter herabstürzenden Trümmern und Felsen begraben. Der Sprengstoff war wohl etwas reichlich bemessen. Mit dem geborgenen Material wurden Ost- und Südflügel des Kreuzgangs wieder errichtet. Allerdings waren die Szenenabfolgen nun lückenhaft und die Reihenfolge der Wiederaufstellung ist willkürlich. Die erhaltenen spätromanischen Kapitelle sind aber von hoher Qualität und zeigen das übliche Programm: Szenen aus dem Leben des Heiligen Laurentius, die Geschichte des Apostels Andreas, den Kindermord in Bethlehem und das Leben Christi, Verkündigung, Passion und Auferstehung, wechseln mit allegorischen Tieren, Harpyien, geflügelten Sirenen, Sphinxen und Pflanzen. Bemerkenswert ist ein aus vier Säulen gebildetes Säulenbündel, das in sich um 90° verdreht ist.